# میترلابیل
میترلابیل (به آلمانی: Mitterlabill) یک منطقهٔ مسکونی در اتریش است که در زودوست‌اشتایرمارک واقع شده‌است. میترلابیل ۷٫۸۸ کیلومتر مربع مساحت دارد ۳۰۹ متر بالاتر از سطح دریا واقع شده‌است.